# Saison 2020-2021 du Toulouse Football Club
Maillots
Chronologie
Saison précédente Saison suivante
La saison 2020-2021 du Toulouse Football Club voit le club s'engager dans la Ligue 2, après avoir été relégué de Ligue 1 la saison précédente et la Coupe de France.
Il voit aussi le club changer d'ère avec la vente du club par Olivier Sadran aux investisseurs américains RedBird Capital Partners. Le nouveau président se nomme Damien Comolli.
Patrice Garande est le nouvel entraîneur du club succédant à Denis Zanko.

## Transferts

### Mercato d'été

#### Départs
Après 6 mois au club, Lovre Kalinić n'est pas conservé et retourne à Aston Villa.
Après une saison au club, Nicolas Isimat-Mirin n'est pas conservé et retourne à Beşiktaş JK.
Après une saison au club, William Vainqueur n'est pas conservé et retourne à Antalyaspor.
Après une saison au club, Jean-Victor Makengo n'est pas conservé et retourne à l'OGC Nice.
Matthieu Dossevi est en fin de contrat et quitte le club.
Yaya Sanogo est en fin de contrat et quitte le club.
Corentin Jean est transféré au RC Lens pour 3 ans.
Baptiste Reynet est transféré au Nîmes Olympique pour 2 ans.
Quentin Boisgard est transféré au FC Lorient pour 4 ans.
Max-Alain Gradel est libéré de son contrat avec le Toulouse FC.
Issiaga Sylla est prêté avec option d'achat au RC Lens.
Ibrahim Sangaré est transféré au PSV Eindhoven pour 5 ans.
Mathieu Gonçalves est prêté sans option d'achat au Le Mans FC.
John Bostock est libéré de son contrat avec le Toulouse FC.
Aaron Leya Iseka est prêté avec option d'achat au FC Metz.

#### Arrivées
Sam Sanna signe son premier contrat professionnel au Toulouse FC pour un contrat de 2 ans.
Patrice Garande est le nouvel entraîneur du Toulouse FC pour un contrat de 2 ans.
Janis Antiste signe son premier contrat professionnel au Toulouse FC pour un contrat de 3 ans.
John Bostock revient de son prêt du Nottingham Forest. 
Corentin Jean revient de son prêt du RC Lens.
Maxime Dupé signe pour 3 ans au Toulouse FC.
Firmin Mubele revient de son prêt du FK Astana.
Steve Mvoué signe son premier contrat professionnel au Toulouse FC pour un contrat de 4 ans.
Branco van den Boomen signe pour 3 ans au Toulouse FC.
Vakoun Issouf Bayo est prêté par le Celtic FC au Toulouse FC pour 1 saison avec option d'achat.
En fin de contrat à la La Gantoise, Deiver Machado arrive au Toulouse FC.
Rhys Healey signe au Toulouse FC.
Brecht Dejaegere est prêté par La Gantoise au Toulouse FC pour 1 saison avec option d'achat.
Samuel Kasongo signe son premier contrat professionnel au Toulouse FC en provenance du BSC Young Boys.
Stijn Spierings signe pour 3 ans au Toulouse FC.

### Mercato d'hiver

#### Départs
Adil Taoui est libéré de son contrat.
Kouadio Koné est transféré au Borussia Mönchengladbach mais finira la saison au TFC.
Kalidou Sidibé est prêté à la LB Châteauroux jusqu'à la fin de la saison.
Agustín Rogel est prêté avec option d'achat au Club Estudiantes de La Plata jusqu'au 31 décembre 2021.

#### Arrivées
Isak Pettersson arrive libre au Toulouse FC.
Sébastien Dewaest est prêté avec option d'achat par le KRC Genk au Toulouse FC.
Kléri Serber rejoint le Toulouse FC pour 3 ans mais finira la saison au FC Sète 34.
Naatan Skyttä rejoint le Toulouse FC pour 4  ans.

## Joueurs et encadrement technique

### Effectif professionnel
Le tableau ci-dessous recense l'effectif professionnel actuel du Toulouse Football Club pour la saison 2020-2021.

## Compétitions

### Championnat
La Ligue 2 2020-2021 est la quatre-vingt-deuxième édition de Ligue 2. L'épreuve est disputée par vingt clubs réunis dans un seul groupe et se déroulant par matches aller et retour, soit une série de trente-huit rencontres.

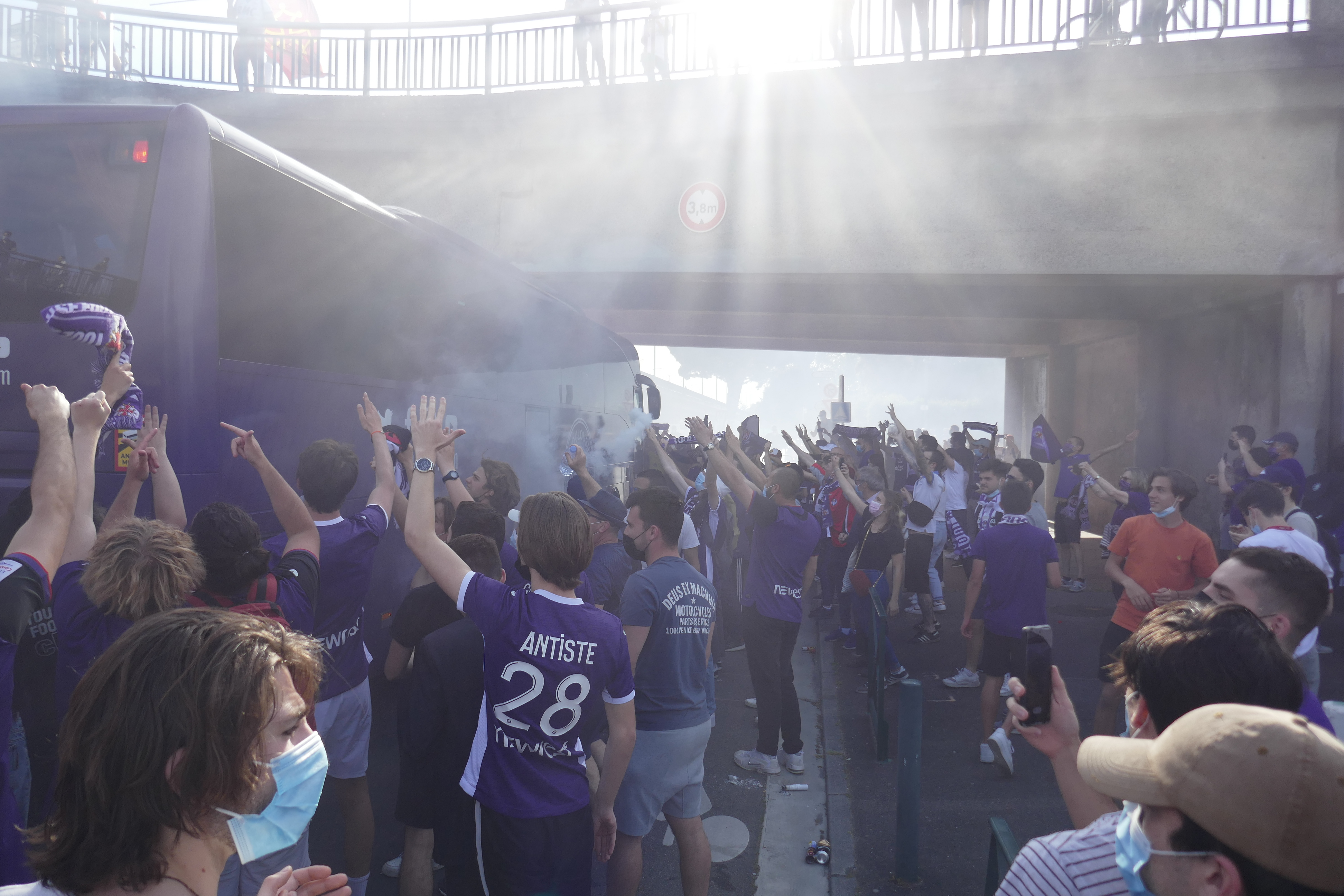
Arrivée du bus des joueurs du TFC, 8 mai 2021.

En raison du contexte sanitaire, les quatre premiers matchs se jouent avec une jauge de cinq-mille spectateurs maximum dans les stades. Puis les matchs se déroulent à huis clos pour le reste de la saison. Les supporters toulousains, comme ceux de nombreux autres clubs, prennent l'habitude de venir accueillir le bus des joueurs lors des matchs à domicile.

#### Barrages de promotion
Le 5e au 3e de la Ligue 2 prennent part à des playoffs en matchs unique dont le vainqueur affronte le 18e de la Ligue 1 dans le cadre d'un barrage aller-retour pour une place dans cette division la saison suivante. 
| Match 2                    | Toulouse FC (L2)                       | 3 - 0   | (L2) Grenoble Foot 38                 | Stadium de Toulouse, Toulouse                                                    |                                                                                  |
| Vendredi 21 mai 2021 20h45 | Spierings 3e · Koné 23e · Healey 90+2e | (2 - 0) |                                       | Spectateurs : 0 (huis clos) Diffuseur : beIn Sports 1 Arbitrage : Amaury Delerue | Spectateurs : 0 (huis clos) Diffuseur : beIn Sports 1 Arbitrage : Amaury Delerue |
| Vendredi 21 mai 2021 20h45 | Dejaegere 16e · Adli 69e               |         | 4e Pickel · 36e Djitté · 54e Belmonte | Spectateurs : 0 (huis clos) Diffuseur : beIn Sports 1 Arbitrage : Amaury Delerue | Spectateurs : 0 (huis clos) Diffuseur : beIn Sports 1 Arbitrage : Amaury Delerue |

| Match aller             | Toulouse FC (L2)       | 1 - 2   | (L1) FC Nantes            | Stadium de Toulouse, Toulouse                                                                   |                                                                                                 |
| Jeudi 27 mai 2021 20h45 | Machado 19e            | (1 - 2) | 10e Blas · 22e Kolo Muani | Spectateurs : 0 (huis clos) Diffuseur : Canal+ Sport, beIn Sports 1 Arbitrage : Jérémie Pignard | Spectateurs : 0 (huis clos) Diffuseur : Canal+ Sport, beIn Sports 1 Arbitrage : Jérémie Pignard |
| Jeudi 27 mai 2021 20h45 | Koné 63e · Moreira 72e |         | 46e Chirivella            | Spectateurs : 0 (huis clos) Diffuseur : Canal+ Sport, beIn Sports 1 Arbitrage : Jérémie Pignard | Spectateurs : 0 (huis clos) Diffuseur : Canal+ Sport, beIn Sports 1 Arbitrage : Jérémie Pignard |

| Match retour               | FC Nantes (L1)                              | 0 - 1   | (L2) Toulouse FC                                   | Stade de la Beaujoire, Nantes                                                                              | |
| Dimanche 30 mai 2021 18h00 |                                             | (0 - 0) | 62e Bayo                                           | Spectateurs : 0 Diffuseur : Canal+, beIn Sports 1 Arbitrage : Benoît Bastien Arbitre vidéo : Willy Delajod | Spectateurs : 0 Diffuseur : Canal+, beIn Sports 1 Arbitrage : Benoît Bastien Arbitre vidéo : Willy Delajod |
| Dimanche 30 mai 2021 18h00 | Appiah 5e · Kolo Muani 41e · Chirivella 77e |         | 53e Bayo · 70e Machado · 81e Antiste · 87e Ngoumou | Spectateurs : 0 Diffuseur : Canal+, beIn Sports 1 Arbitrage : Benoît Bastien Arbitre vidéo : Willy Delajod | Spectateurs : 0 Diffuseur : Canal+, beIn Sports 1 Arbitrage : Benoît Bastien Arbitre vidéo : Willy Delajod |

Avec un score cumulé de 2-2, le FC Nantes l'emporte en vertu de la règle des buts marqués à l'extérieur. Les deux clubs restent donc dans leurs divisions respectives.

#### Classement
| Rang | Équipe               | Pts | J  | G  | N  | P | Bp | Bc | Diff | Promotion, qualification ou relégation  |
| ---- | -------------------- | --- | -- | -- | -- | - | -- | -- | ---- | --------------------------------------- |
| 1    | ESTAC Troyes (C, P)  | 77  | 38 | 23 | 8  | 7 | 60 | 36 | +24  | Promotion en Ligue 1                    |
| 2    | Clermont Foot 63 (P) | 72  | 38 | 21 | 9  | 8 | 61 | 25 | +36  | Promotion en Ligue 1                    |
| 3    | Toulouse FC R        | 70  | 38 | 20 | 10 | 8 | 71 | 42 | +29  | Participation aux barrages de promotion |
| 4    | Grenoble Foot 38     | 65  | 38 | 18 | 11 | 9 | 51 | 35 | +16  | Participation aux barrages de promotion |
| 5    | Paris FC             | 64  | 38 | 17 | 13 | 8 | 53 | 37 | +16  | Participation aux barrages de promotion |

## Statistiques

### Statistiques des buteurs
| R     | Nom                   | Ligue 2 | Coupe de France | Total |
| ----- | --------------------- | ------- | --------------- | ----- |
| 1     | Rhys Healey           | 14      | 0               | 14    |
| 2     | Vakoun Issouf Bayo    | 11      | 2               | 13    |
| 3     | Stijn Spierings       | 10      | 1               | 11    |
| 4     | Amine Adli            | 8       | 0               | 8     |
| 5     | Janis Antiste         | 6       | 1               | 7     |
| 6     | Branco van den Boomen | 5       | 0               | 5     |
| 6     | Kouadio Koné          | 4       | 1               | 5     |
| 7     | Kelvin Amian          | 4       | 0               | 4     |
| 8     | Brecht Dejaegere      | 3       | 0               | 3     |
| 8     | Nathan N'Goumou       | 2       | 1               | 3     |
| 9     | Bafodé Diakité        | 2       | 0               | 2     |
| 9     | Deiver Machado        | 2       | 0               | 2     |
| 10    | Steven Moreira        | 1       | 0               | 1     |
| 10    | Ruben Gabrielsen      | 1       | 0               | 1     |
| 10    | Mamady Alex Bangré    | 0       | 1               | 1     |
| Total | Total                 | 75      | 7               | 82    |

### Statistiques des passeurs
| R     | Nom                   | Ligue 2 | Coupe de France | Total |
| ----- | --------------------- | ------- | --------------- | ----- |
| 1     | Brecht Dejaegere      | 10      | 0               | 10    |
| 2     | Amine Adli            | 8       | 0               | 8     |
| 2     | Branco van den Boomen | 7       | 1               | 8     |
| 3     | Deiver Machado        | 5       | 0               | 5     |
| 4     | Steven Moreira        | 4       | 0               | 4     |
| 5     | Stijn Spierings       | 3       | 0               | 3     |
| 5     | Vakoun Issouf Bayo    | 2       | 1               | 3     |
| 6     | Sam Sanna             | 2       | 0               | 2     |
| 6     | Rhys Healey           | 1       | 1               | 2     |
| 6     | Janis Antiste         | 1       | 1               | 2     |
| 7     | Ruben Gabrielsen      | 1       | 0               | 1     |
| 7     | Maxime Dupé           | 1       | 0               | 1     |
| 7     | Kouadio Koné          | 1       | 0               | 1     |
| 7     | Moussa Diarra         | 1       | 0               | 1     |
| Total | Total                 | 46      | 4               | 50    |